# Richard O’Barry

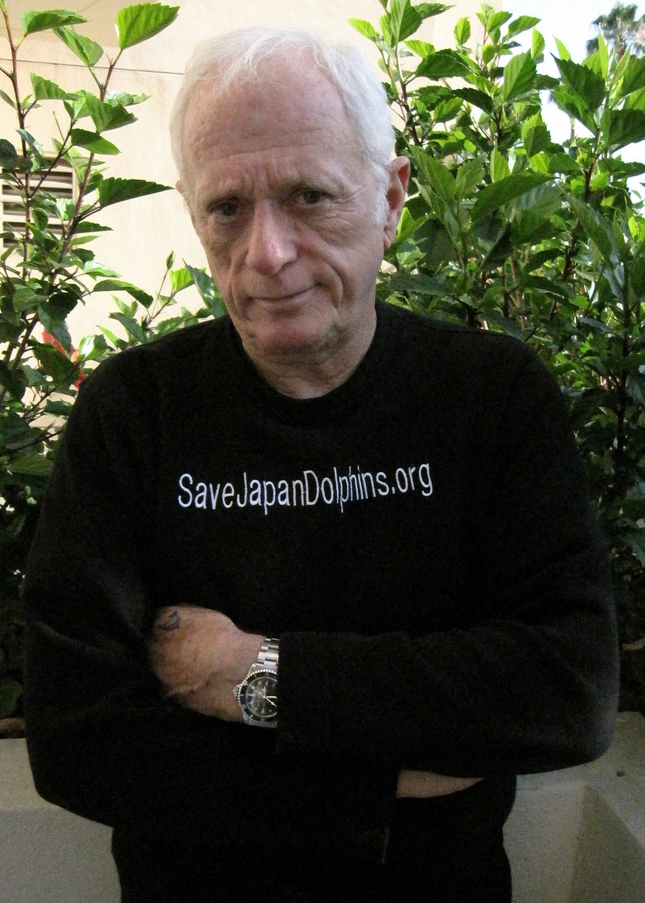
Porträt, Juli 2009

Richard „Ric“ O’Barry (* 1939 in Florida) ist ein US-amerikanischer Delfinschützer, Tierbefreiungsaktivist und ehemaliger Delfindompteur.
Er begann seine Karriere in den 1960er Jahren beim Miami Seaquarium, wo er die Dressur der Tiere, die in der Fernsehserie Flipper eingesetzt wurden, verantwortete. In den 1970er Jahren erfuhr er einen radikalen Lebenswandel: Nachdem während seiner Vertragszeit die Flipper-Folgen abgedreht wurden, waren die von insgesamt fünf Tieren überlebenden Delfine Susie und Kathy überflüssig geworden und wurden in Miami nicht weiter benutzt (s. a. Flipper (Delfin)). Susie wurde an einen europäischen Zirkus verkauft, wo sie nach Angaben des Zeitschriftenmagazins Der Spiegel an einer Lungenentzündung starb. Für O’Barry war dieser Tod traumatisierend: „Als nächstes konnte ich mich nur daran erinnern, dass ich einige Tage später auf den Bahamas im Gefängnis saß, weil ich versucht hatte, dort Delfine zu befreien.“ – beschreibt er rückblickend seine emotionale Situation. Er schloss sich zum Trauern tagelang ein, verkaufte seinen Porsche, wurde Vegetarier und bereiste Indien. Kurz nach seiner Wiederkehr verstarb auch Kathy in seinen Armen in Miami. Während der Spiegel von einer Krankheit als Ursache schreibt; schildert O’Barry das Ereignis als einen von Kathy gewählten Freitod.
O’Barry lebte von da an in Coconut Grove, Florida und gründete in den 1970ern das Dolphin Project beim Earth Island Institute, das die Öffentlichkeit über Delfine in Gefangenschaft aufklärt und nach Möglichkeit auch einzelne Delfine befreit. Er ist Autor zweier Bücher und ist für mehrere Tierschutzorganisationen, darunter die WSPA und das WDSF, als Berater tätig. Weiter ist er bekannt für den mehrfach ausgezeichneten Film Die Bucht, (2009) der die Delfintreibjagd in Taiji (Wakayama) thematisiert. Im Jahr 2011 wurde O’Barry mit dem deutschen Medienpreis „Bambi“ in der Kategorie „Unsere Erde“ geehrt. Bereits 1991 wurde O‘Barry mit dem Naturschutzpreis der Vereinten Nationen (UNEP) für sein Engagement bei der Auswilderung von Delfinen ausgezeichnet. Er hat mehrfach Störungen von Veranstaltungen inszeniert; etwa bei IWC-Konferenzen und der Oscarverleihung seines Films.
Neben vielen Ehrungen wurde O’Barry für seine Arbeit nach eigenen Angaben oft festgenommen, überwacht und mehrfach verurteilt. Er hat ein lebenslanges Hausverbot bei der IWC. Die United States Navy warf ihm Tierquälerei vor, nachdem sie für die Auswilderung an O’Barry überlassene Delfine, die für militärische Zwecke eingesetzt worden waren, in einem angeblich schlechten Zustand vorfanden. O’Barry bezahlte eine Strafe von 59.500 US-Dollar wegen der unrechtmäßigen Entwendung der Delfine, zu der er 1999 zivilrechtlich verurteilt wurde, nach eigener Aussage, um nicht noch mehr Geld in juristischen Auseinandersetzungen zu verschwenden. Er bestreitet, dass die Tiere sich nach ihrer Befreiung in einem schlechten Zustand befunden hätten.

## Werk
- In dreißig Jahren Aktivismus konnte O’Barry nach eigenen Angaben 14 Delfine befreien.[5]

Bücher
- Richard O’Barry: Behind the Dolphin Smile. Algonquin Books of Chapel Hill, Chapel Hill, NC 1988, ISBN 0-912697-79-2.
- Richard O’Barry, Keith Coulborne: To Free a Dolphin. Renaissance Books, 2000, ISBN 1-58063-102-9.